# Lona-Lases
Lona-Lases är en kommun i provinsen Trento i regionen Trentino-Sydtyrolen i Italien. Kommunen hade 862 invånare (2018).